# Всехсвятское кладбище (Плавск)
Всехсвя́тское кла́дбище — старое кладбище в Плавске, основанное в XIX в. Кладбищенский комплекс включал также пятикупольный Всехсвятский храм, звонницу, здание богадельни и входные ворота. Кладбище граничит с улицами Октябрьской и Победы.
Комплекс относится к памятникам культуры регионального значения.

## Кладбище
Основание кладбища относят к 1861 г. или к первой трети XIX в. Самое раннее из выявленных захоронений относится к 1868 г.
Место под Всехсвятское кладбище было отведено на выгонной земле к западу от с. Сергиевское (впоследствии вошло в черту города Плавск). Оно находилось в слободе Поповка, у старой Мценской дороги (ныне ул. Октябрьская).
В 1970-х гг. на кладбище прекращаются захоронения. Документы о захоронениях не сохранились. Выявлено 27 надгробий XIX — начала XX в., в том числе купцов Окунёвых, семьи торговца Латышева, жены купца Б. Ф. Черёмушкина (надгробие самого купца было перенесено в Свято-Сергиевскую церковь).

## Всехсвятская церковь
Архитектор чертежей проекта Гримм Давид Иванович.
Всесвятский кладбищенский храм был заложен в 1880 г. и освящён в 1892 г., когда кладбище уже существовало. Построен он был на средства князя С. С. Гагарина и купца И. С. Сазонова: последний пожертвовал на храм 5 тыс. рублей.
Здание выполнено в чертах эклектики с элементами русского стиля. Главный четырёхгранный объём, увенчанный пятью глухими главками, окружён галереей по всему периметру. Галерея представляет собой аркаду с опиранием арок на сдвоенные необычной формы полуколонны, точёные из белого камня; с восточной стороны галерея перетекает в трехчастную апсиду. Под всем объёмом, включая и галерею, церковь имеет сводчатый подклет, в котором были устроены, в том числе, и печи, обогревающие храм. По всем сторонам четверика основного объёма устроены окна «под русское барокко», которые давали свет центральной части храма.
Храм действовал до 1928 г. В настоящее время здание в полуразрушенном состоянии.

## Колокольня
Выстроена позже храма в русском стиле. Колокольня двухъярусная, квадратная в плане, увенчанная глухой главкой на высокой ломаной кровле. В первом ярусе были устроены главные проезжие ворота. В 1930-е годы колокольню снесли.

## Ворота
Ворота кладбища находились справа от колокольни и были построены одновременно с церковью. Композиция трёхчастная, симметричная. На боковых ризалитах завершение в виде аттиков, над центральной частью — треугольной фронтон с утраченной ныне закладной иконой. Ворота сохранились, однако находятся не в лучшем состоянии.

## Богадельня
Разрешение на строительство богадельни, или «Дома Призревающих», было получено в начале 1890-х годов купцом Б. Ф. Черёмушкиным, который выделил капитал в сумме 12 тыс. рублей на строительство. Купец Сазонов также завещал на богадельню 25 тыс. рублей.
Здание двухэтажное, трёхмастное, увенчанное треугольным фронтоном — ризалитом. В его интерьере сохранилась металлическая лестница, отлитая на заводе Теплякова. Ныне жилой дом (ул. Октябрьская, 34).